# Les Marrades (Tivissa)
Les Marrades és una muntanya de 464 metres que es troba al municipi de Tivissa, a la comarca catalana de la Ribera d'Ebre.
Al cim podem trobar-hi un vèrtex geodèsic (referència 254145001).